# Vidovská estakáda
Vidovská estakáda je dálniční most převádějící dálnici D3 přes údolní nivu Malše v silničním km 139,859 a silnici III/15523 v km 139,2 mezi obcemi Vidov a Roudné jižně od Českých Budějovic. Délka estakády je 792 m a most má 19 polí. Jedná se ve skutečnosti o dva mosty, pro každý směr dálnice jeden. Mosty jsou dvoutrámové monolitické, uložené jsou na dvojicích pilířů. Most byl otevřen spolu s navazujícími úseky dálnice 21. prosince 2024.

## Výstavba
Výstavbu prováděla firma Doprastav. Práce na mostě byly zahájeny v roce 2018 vytyčením trasy a kácením. V roce 2019 pak proběhly přeložky sítí a skrývka ornice, výstavba mostu pro potřeby stavby a začaly práce na mostních pilířích.
Každá dvojice pilířů se společnou patkou je založena na minimálně osmi vrtaných železobetonových velkoprůměrových pilotách.
Pilíře byly dokončeny v září 2020 a v té době začala montáž skruží. Na konci roku 2020 byl dokončen první segment mostu z budějovické strany ve směru na Budějovice. V roce 2021 byla dokončena všechna pole kaplického směru mostu, v roce 2022 byl postaven budějovický most. V té době došlo i k dokončení navazujících zemních těles a započalo se s betonáží říms.
V roce 2023 byl most stavebně dokončen, ale protože se čekalo na dokončení tunelu Pohůrka, bylo otevření tohoto úseku dálnice odloženo až na konec roku 2024.
Veřejnost se mohla na most poprvé oficiálně dostat v rámci dne otevřených dveří v září 2024. Do provozu byl uveden spolu s navazujícími úseky dálnice 21. prosince 2024.

## Technické údaje
Estakáda je spojitý předpjatý most o 19 polích a celkové délce 792 m. Rozpětí hlavních polí je 42,0 m.  Vlastní přemostění přes Malši má délku 758,6 m. Celková šířka mostu je 30,7 m, šířka pravého a levého mostu je shodná 15 m, šířka mezi svodidly je 12,5 m. Most má 18 zdvojených pilířů a dvě opěry. Výška nad terénem je 10 m.

## Galerie

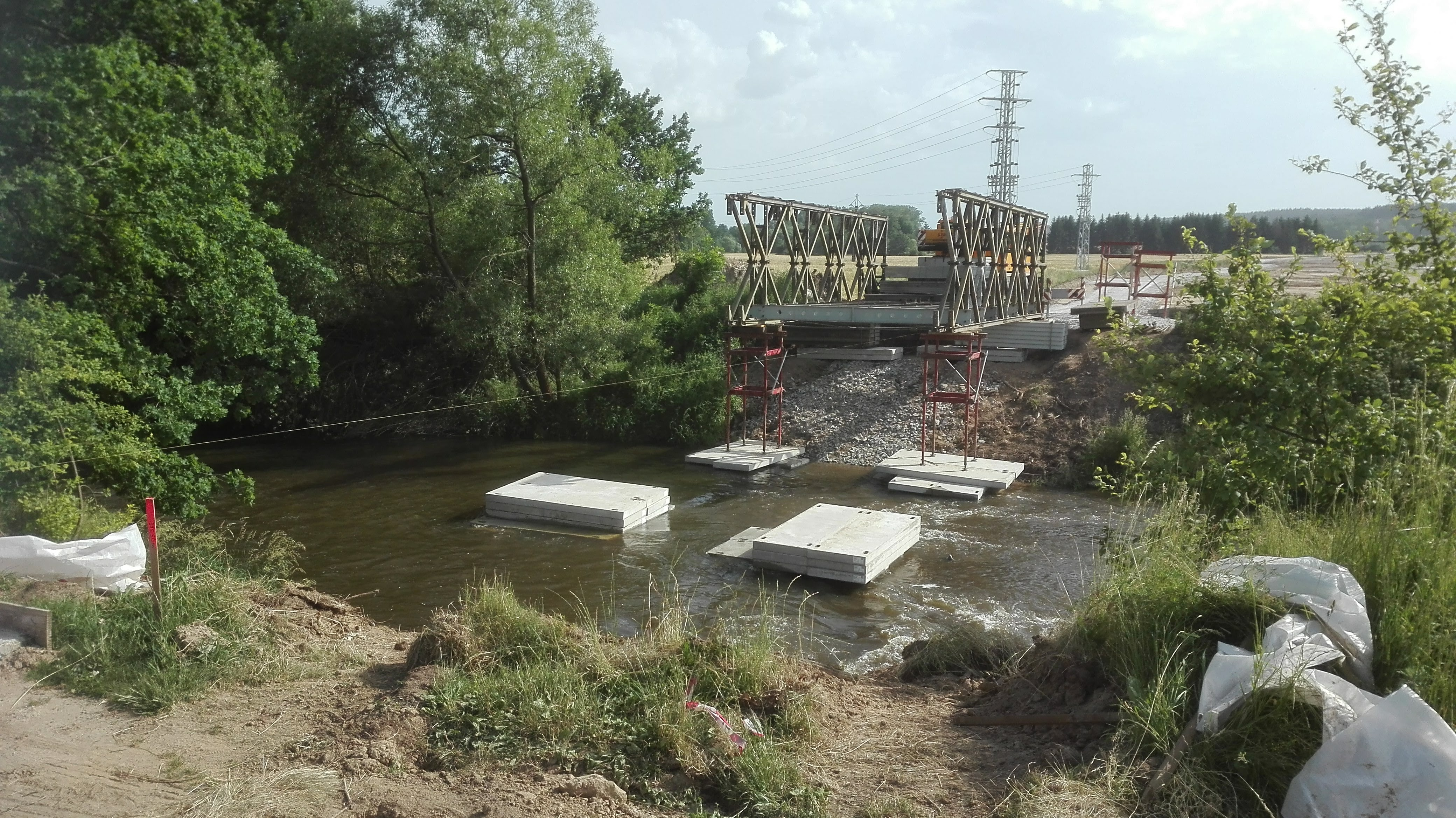
Výstavba staveništního mostu
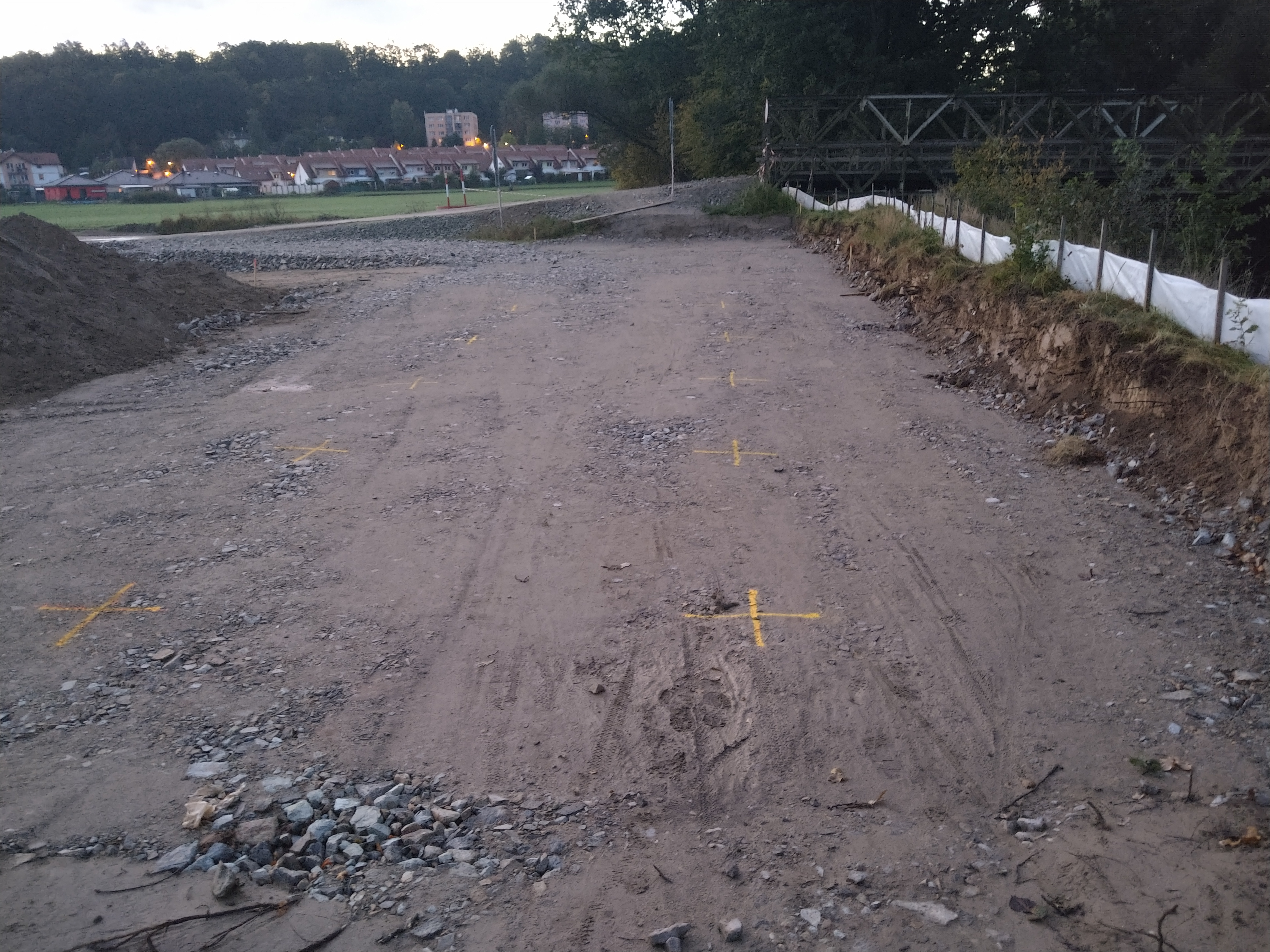
Vytyčení pilot
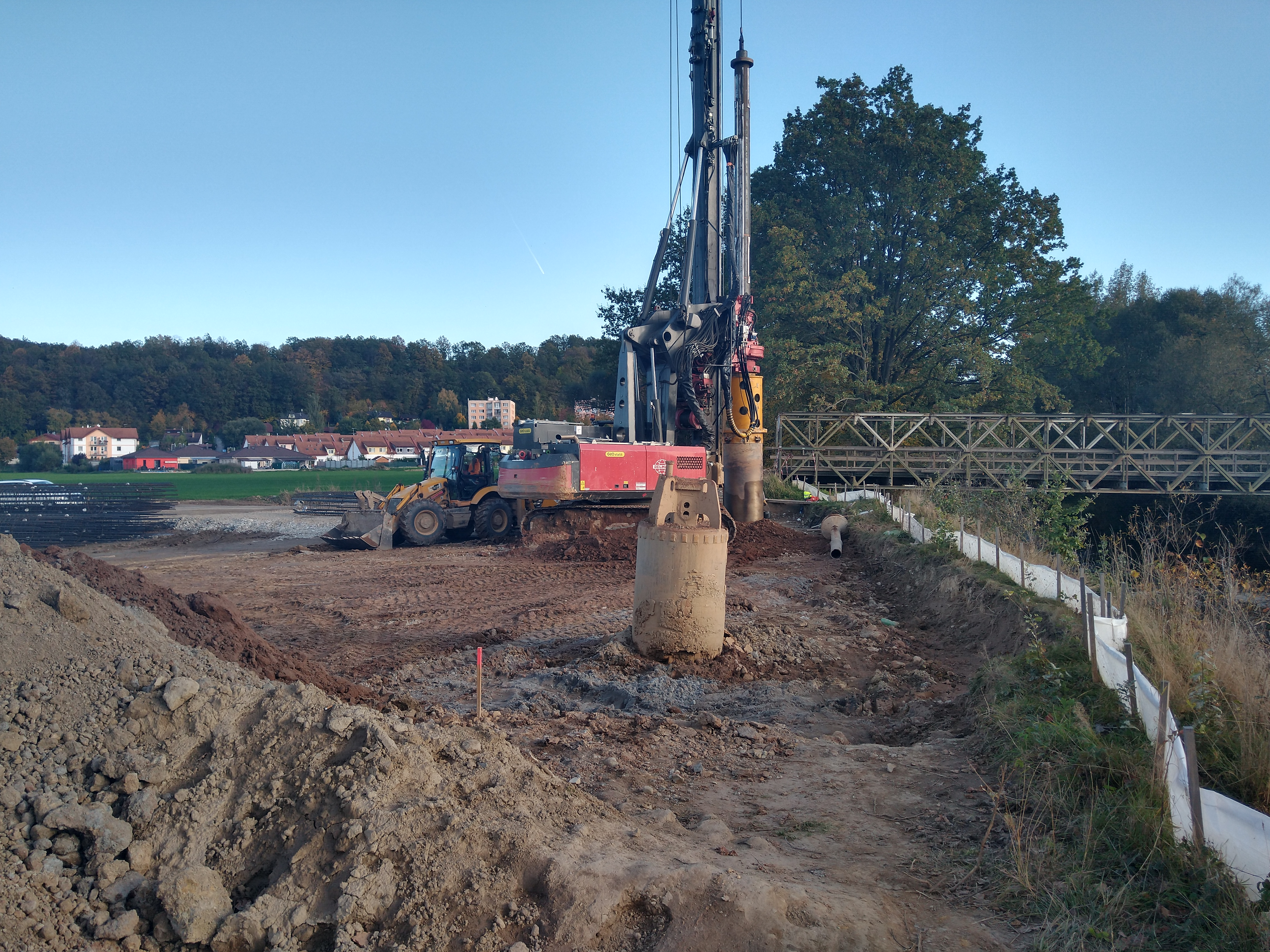
Vrtání pilot
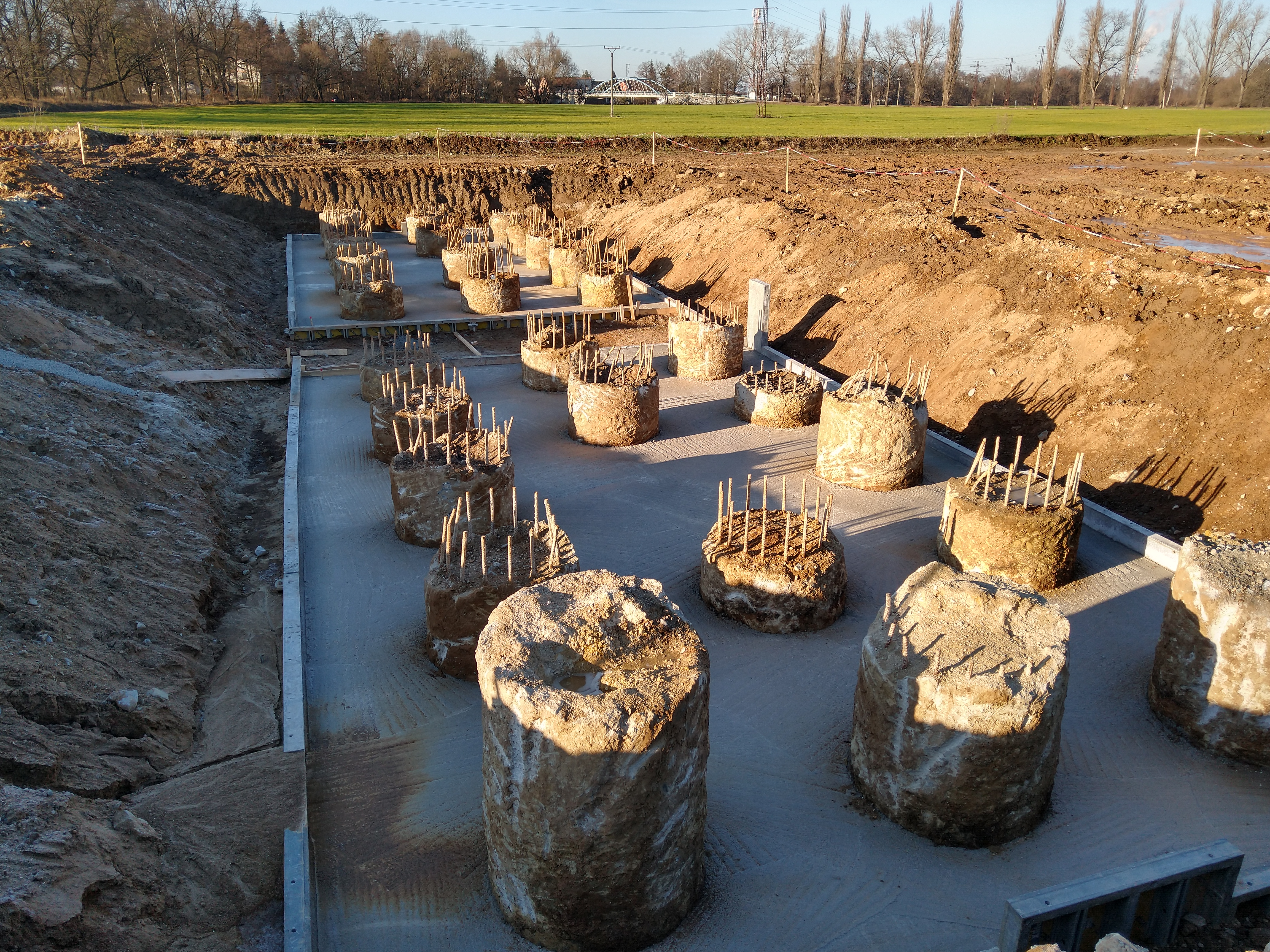
Betonáž základů pilířů
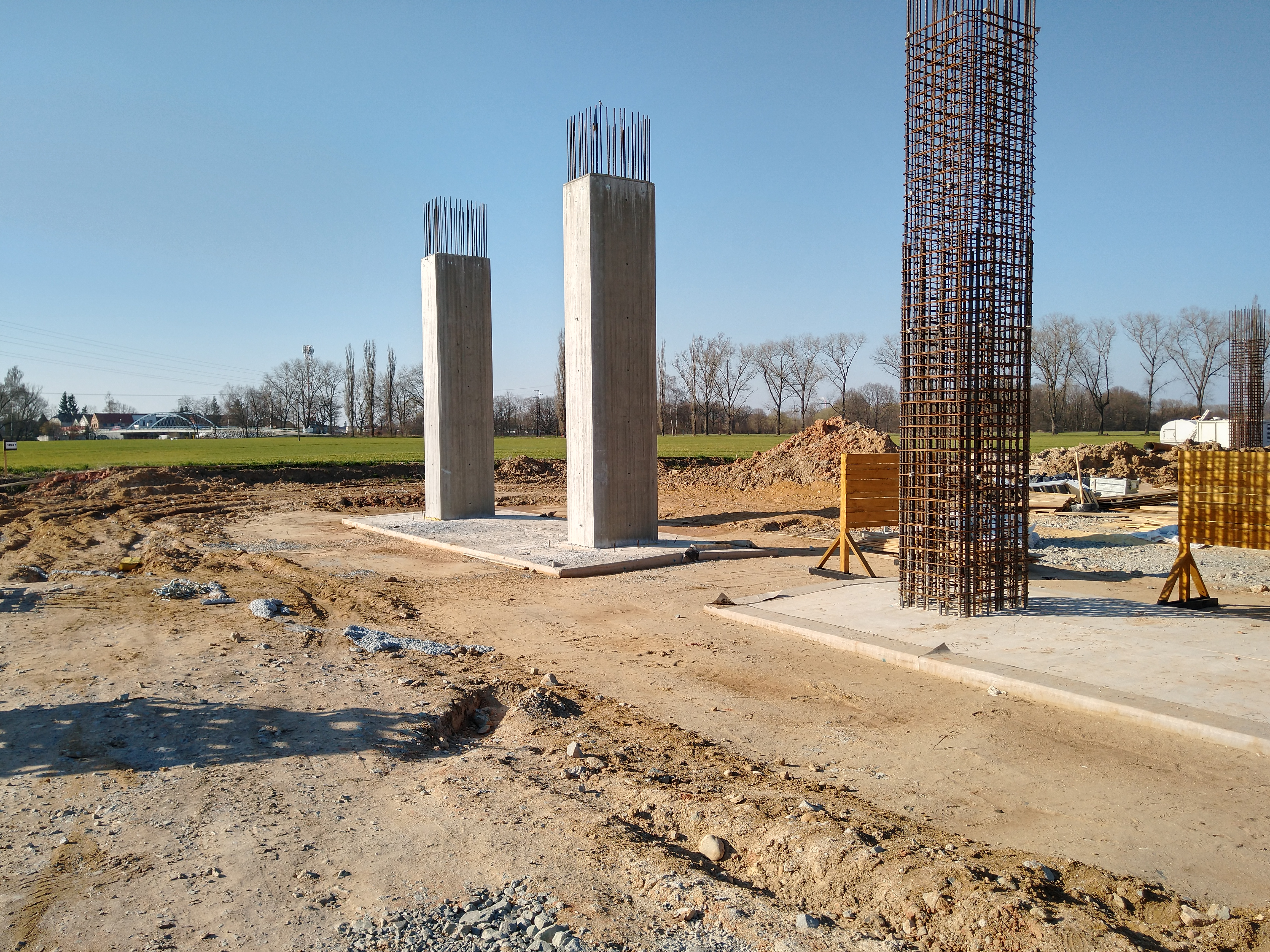
Výstavba pilířů
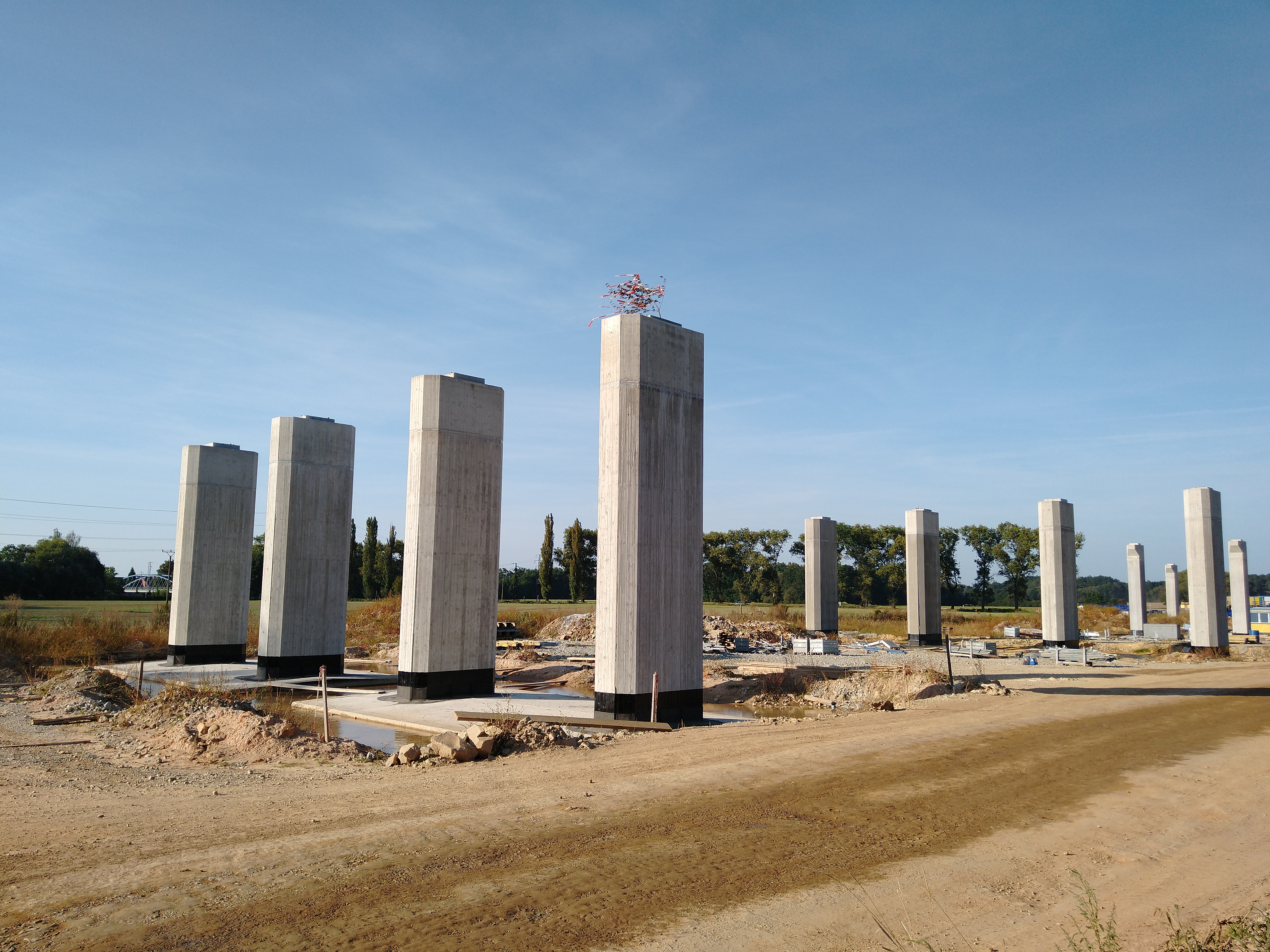
Dokončené pilíře
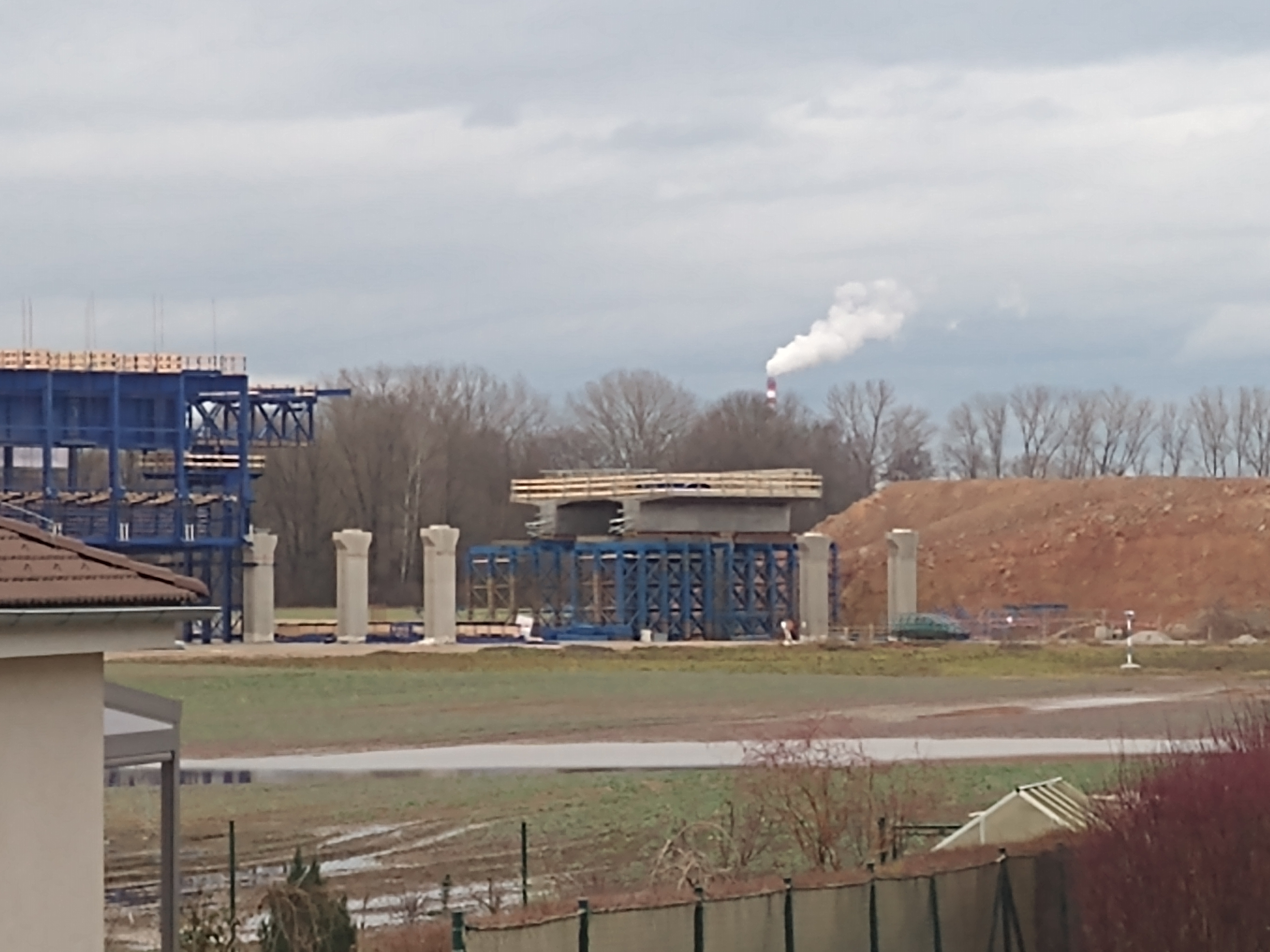
Stav na konci roku 2020